# Perkwunos

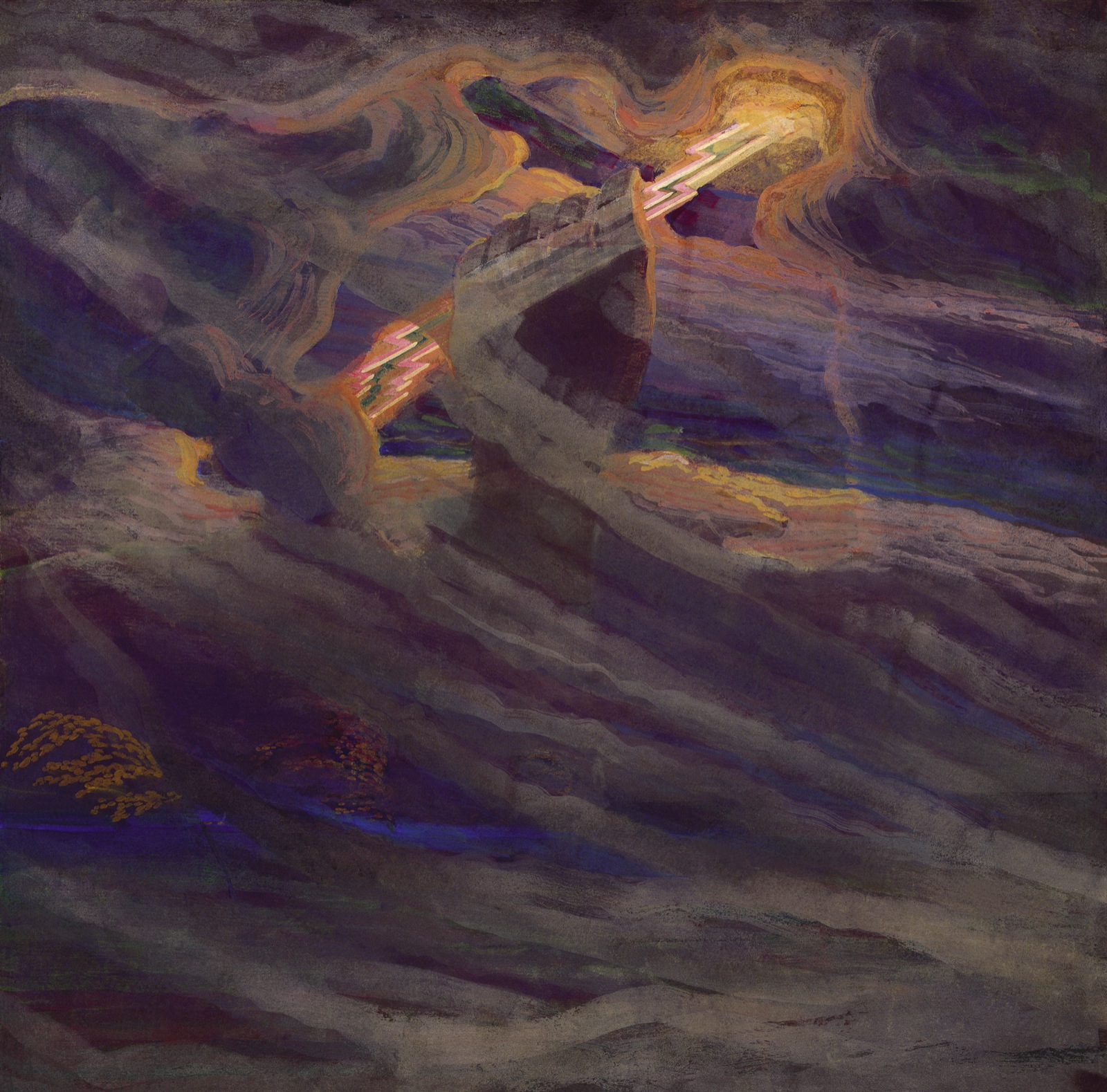
Mikalojus Ciurlionis, Perkunas, 1909

Perkwunos, či přesněji *Perkwunos, je rekonstruované hypotetické praindoevropské božstvo hromu.
V některých indoevropských mytologiích přijalo hromovládnou funkci nebeské božstvo jehož jméno je rekonstruováno jako *D(i)jéus, příkladem je řecký Zeus a římský Jupiter, ve většině tradic však hromovládce figuroval jako samostatné božstvo.

## Etymologie a atributy
Z jména *perkwunos, vykládaného především z *perkwu „dub“ doplněného o sufix -no- „pán (něčeho)“ vychází jména následujících božstev:
- V severské mytologii je znám bůh Fjörgynn, o kterém je známo jen že je otcem Frigg, a bohyně země Fjörgyn – matka hromovládného Thóra.
- V baltské mytologii je hromovládce znám pod litevským jménem Perkūnas a lotyšským Pērkons, z pruštiny je doloženo perconis „hrom“.

Z podobného kořene *perō(u)nos často spíše než s dubem spojovaného s úderem či horou, vychází následující jména:
- Slovanský Perun
- Védský bůh deště Pardžanja

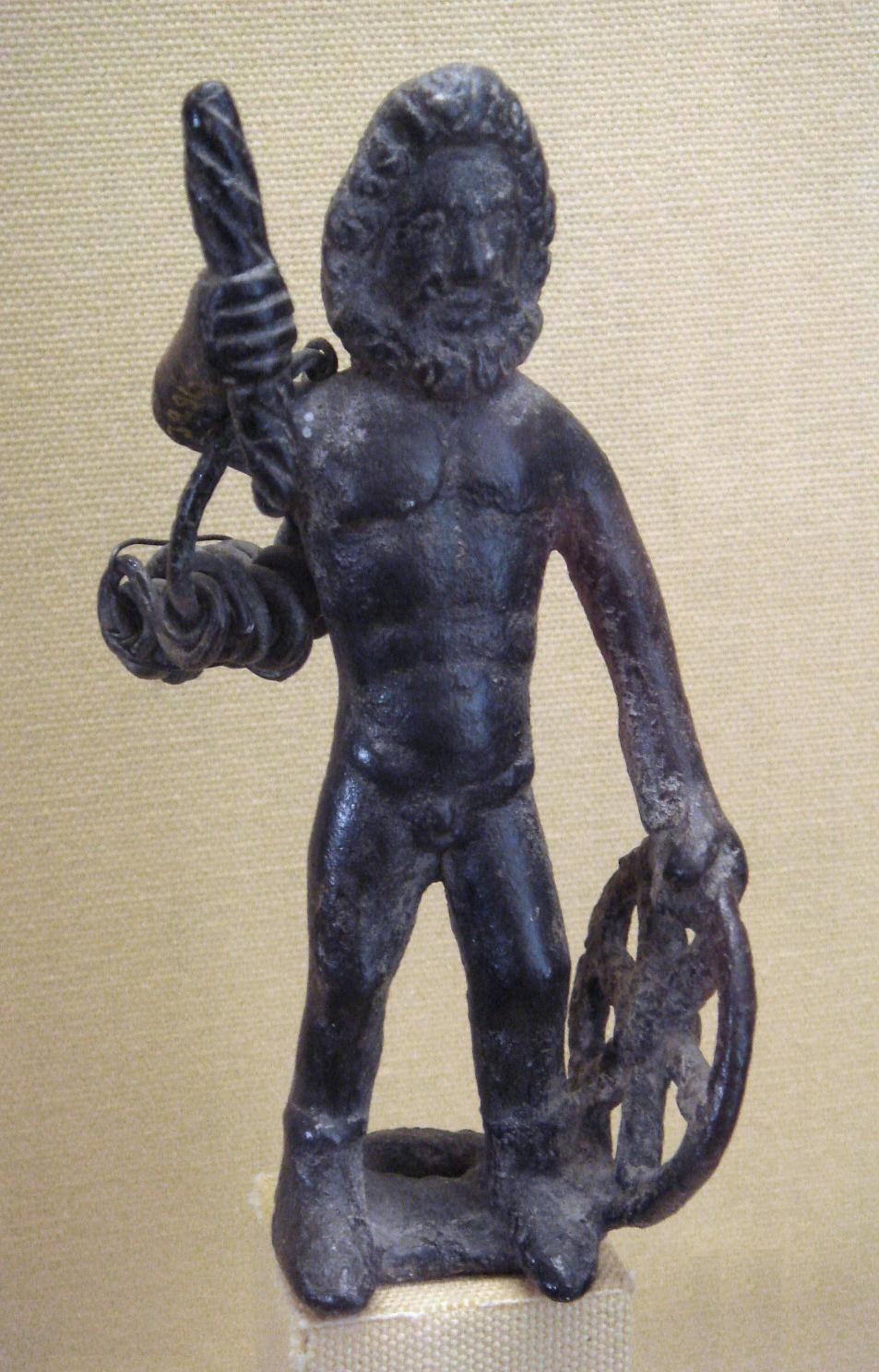
Jupiter Taranis s kolem a bleskem, galořímská soška z Le Chatelet, Gourzon, Haute-Marne, Francie

Mezi další etymologicky příbuzné postavy mohou patřit:
- Albánský Perëndi „Nebe“ jehož první část jména může souviset s výše uvedenými výrazy, druhá s *deywós „bůh“.[2]
- Nymfa Herkyna, která byla ctěna v řecké Boiótii. Taková etymologie však předpokládá keltský původ jména.[2]
- Keraunos, což je titul a pojmenování zbraně – blesku řeckého Dia může být také téhož původu, stejně jako jméno Kerauniá používané pro Semelé.[2][3]
- Jména Perkous, Perkos a Perkónis objevující se společně s motivem takzvaného thráckého jezdce. Z thráckého prostředí je také známo pojmenování matky země Perko a v Iliadě vystupuje thrácký hrdina Pejroos.[4]

- Chetitský božský jezdec Pirua, snad hypostáze Tarhunny a jeho původní jméno.[5]

Z indoevropského kořene *trHon „hrom“ mohou vycházet následující jména hromovládců:
- Germánský Donar a severský Thór
- Galský Taranis
- Chetitský Tarhunna

Odlišná je etymologie u následujícího hromovládce:
- Jméno védského Indry může souviset se slovanským jędrъ „mužný, silný, vitální“.[8][9]

### Dub

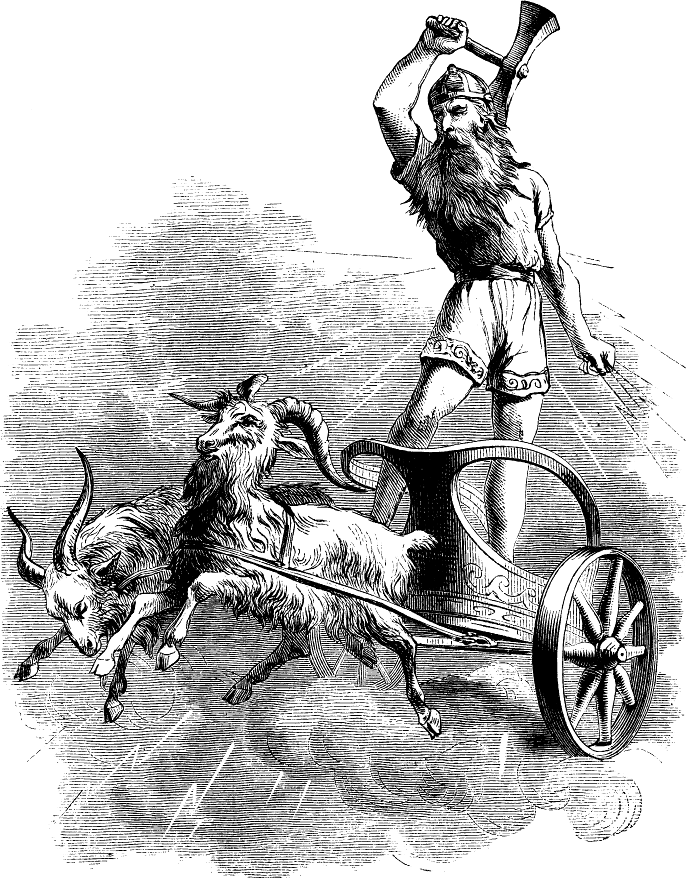
Thór na voze taženém kozly

Jméno *perkwunos lze vykládat z praindoevropského *perkwu „dub“ doplněného o sufix -no- „pán (něčeho)“, takto je vykládán především Perkūnas a Fjörgynn. Příkladem slov odvozených od tohoto indoevropského výrazu je latinské quercus „dub“, keltské herkos „dubina“ nebo védské parkātī „posvátný strom“. Přeneseně pak toto slovo také označuje horu pokrytou lesem, což ozývá v místních názvech jako Hercynský les nebo thrácké Perke hora „země dubů, Thrákie“, stejného původu je snad i staroruské prěgynja „těžko průchodná krajina, chlum“.
Dub je častým cílem úderů blesku a tento strom je často s indoevropskými hromovládcy spojován, máme doloženo řadu posvátných dubů jim zasvěcených.

### Úder
Primárním kořenem jména hromovládce může být také výraz pro úder, rekonstruovaný jako *per, *perkw, či *perg. Z něj by měly vycházet výrazy jako védské prtanā „bitka“ a avestánské pešanā téhož významu, latinské premō „tlačit“ nebo litevské pert „udeřit“. Například slovanské Perun je tradičně vykládáno jako „ten který silně bije“. *perkwu „dub“ by v případně takové etymologie mohlo původně znamenat „strom do kterého bije (hrom), strom zasvěcený bijícímu“.

### Skála
Etymologicky jsou se jménem hromovládce spojeny také některé výrazy pro skálu. Jedná se o chetitské perunaš „skála“ a védské parvata „hora, horní oblak“ a z něj vycházející Párvata, což je titul Indry. Tyto výrazy vedou k rekonstrukci kořene *perūnV „hora“.
Skála, hora nebo kámen se také objevuje v mytologii hromovládce. Perkunas obývá vysokou nepřístupnou horu a zbraní Peruna jsou kamenné střely. O úderu blesku se věřilo že oplodňuje kameny jako pazourek či jaspis „ohnivou podstatou“.